# Parafia św. Wawrzyńca w Ligockiej Kuźni
Parafia św. Wawrzyńca w Ligockiej Kuźni – parafia rzymskokatolicka należąca do archidiecezji katowickiej i dekanatu Rybnik. Została erygowana 20 marca 1977 roku przy drewnianym kościele, który został przeniesiony z sąsiednich Boguszowic.

## Grupy parafialne
Na terenie parafii działa kilkanaście grup parafialnych:
- Parafialna Rada Duszpasterska,
- Żywy Różaniec,
- Arcybractwo Świętego Oblicza i Niepokalanego Serca Maryi,
- Bractwo Świętego Szkaplerza,
- Liturgiczna Służba Ołtarza,
- Ruch Światło-Życie jako Oaza młodzieżowa i krąg Domowego Kościoła,
- Oaza młodzieżowa,
- Rodziny Szensztackie,
- Apostolstwo Dobrej Śmierci,
- Mali Misjonarze i Dzieci Maryi,
- Krąg Biblijny,
- Zespół Charytatywny,
- Krąg Nowych Rodzin Ruchu Focolari.